# Muharrak kormányzóság

Muharrak kormányzóság elhelyezkedése Bahreinen belül

El-Muharrak kormányzóság (arabul محافظة المحرق [Muḥāfaẓat al-Muḥarraq]) Bahrein öt kormányzóságának egyike. A főszigettel északkelet felől határos Muharrak szigetét foglalja magába. Hidak révén Főváros kormányzósággal áll összeköttetésben.